# A Sphere in the Heart of Silence
A Sphere in the Heart of Silence è l'ottavo album solista di John Frusciante, a cui partecipa anche il chitarrista Josh Klinghoffer, pubblicato il 23 novembre 2004. Questo album è il quinto dei sei album che Frusciante ha realizzato da giugno 2004 a febbraio 2005 sotto l'etichetta Record Collection. È composto principalmente da musica Elettronica
"È musica elettronica, ma molto più grezza. Lo abbiamo registrato allo stesso modo di Inside of Emptiness" - Frusciante ha constatato - "con tutte le qualità "fuori controllo" che con il tempo ho creato nel mio stile suonando e registrando - ma abbiamo usato strumenti elettronici. Ci sono un po' di parti Techno insieme a delle voci in stile Punk rock. È solo un album di sette canzoni, ma è, tipo lungo trentotto minuti."

## Tracce
Tutte le canzoni sono state scritte da John Frusciante e Josh Klinghoffer.
1. "Sphere" – 8:29
2. "The Afterglow" – 5:19
3. "Walls" – 6:19
4. "Communique" – 6:55
5. "At Your Enemies" – 4:23
6. "Surrogate People" – 5:20
7. "My Life" – 1:35

## Formazione
- John Frusciante – programmazione, rumore bianco, chitarra, voce solista (in "The Afterglow", "Walls", e "My Life"), cori, elaborazione voci, synthetic strings, elaborazione batteria, chitarra acustica, sintetizzatori, basso, piano, produttore, progettista
- Josh Klinghoffer – arp string ensemble, chitarra, basso, sintetizzatori, loop di batteria, batteria, voce solista (in "Communique", "At Your Enemies", e "Surrogate People"), cori, one note synth, piano, produttore
- Ryan Hewitt – ingegnere, mixing
- Chris Reynolds – assistente
- Jason Gossman – assistente
- Bernie Grundman – mastering
- Lola Montes Schnabel – fotografo
- Mike Piscitelli – progettista
- Dave Lee – tecnico delle apparecchiature